# Mount Matheson (Enderbyland)
Mount Matheson ist ein Berg im ostantarktischen Enderbyland. Er ragt zwischen Mount Harvey und Mount Degerfeldt im westlichen Teil der Tula Mountains auf.
Kartiert wurde er anhand von Luftaufnahmen, die Teilnehmer einer Mannschaft der Australian National Antarctic Research Expeditions in den Jahren 1956 und 1957 anfertigten. Das Antarctic Names Committee of Australia (ANCA) benannte den Berg nach John Matheson (1893–1970), britisches Besatzungsmitglied der RSS Discovery bei der British Australian and New Zealand Antarctic Research Expedition (BANZARE, 1929–1931) unter der Leitung des australischen Polarforschers Douglas Mawson.